# Torsken
Torsken est une ancienne commune de Norvège située dans le comté de Troms. Elle a fusionné le 1er janvier 2020 avec Berg, Lenvik et Tranøy pour former la commune de Senja.

## Localités
- Flakstadvåg (69° 11′ 30″ N, 17° 03′ 18″ E)
- Grunnfarnes (69° 18′ 09″ N, 16° 58′ 38″ E)
- Gryllefjord (69° 21′ 46″ N, 17° 03′ 10″ E)
- Kaldfarnes (69° 17′ 02″ N, 17° 01′ 40″ E)
- Medby (69° 16′ 53″ N, 17° 03′ 32″ E)
- Sifjord (69° 17′ 07″ N, 17° 08′ 51″ E)
- Torsken